# Oxalis colchaguensis
Oxalis colchaguensis là một loài thực vật có hoa trong họ Chua me đất. Loài này được Lourteig mô tả khoa học đầu tiên năm 2000.